# Calabresella
La Calabresella è un gioco di carte conosciuto in tutto il mondo, forse così chiamato per una presunta origine calabrese, ed è una variante del Tressette.
La Calabresella è nota anche con molti altri nomi, come: Calabrisella, Calabrasella, Mediatore, Calabresa, Bellora, Fischione, Friscone, Tressette a chiamare oppure Terziglio, Quartiglio, Quadriglio, Quadrigliato, Quintiglio, Quintino, Sestiglio o Settiglio a seconda del numero dei partecipanti.
La Calabresella per antonomasia viene giocata in 3, ovvero è un Terziglio, così come il Mediatore propriamente detto è un Quartiglio con monte, e la Bellora classica ed il Fischione o Friscone sono un Quintiglio.
Per brevità nella voce vengono utilizzati i nomi Terziglio, Quartiglio, Quintiglio, Sestiglio e Settiglio, rispettivamente per 3, 4, 5, 6 e 7 giocatori.

## Regole
- La calabresella si gioca da 3 a 7 giocatori con un mazzo da 40 carte italiane tradizionali (piacentine, napoletane o siciliane).
- I giocatori competono in maniera individuale e quindi ciascuno ha un proprio punteggio.
- Il settiglio viene giocato come un sestiglio dove il mazziere non prende parte al gioco per tutto il periodo della smazzata.
- L'ordine gerarchico delle carte, dalla più alta alla più bassa, rispetta quello della tressette ed è il seguente: 3, 2, asso, re, cavallo (la donna come alcuni chiamano la carta dal valore 9), fante, 7, 6, 5, 4.
- Anche il valore delle carte rispetta quelle della tressette l'asso vale 1 punto mentre, 3, 2, re, cavallo e fante (dette figure) valgono 1/3 di punto. Le restanti carte, ovvero 7, 6,5 e 4, non hanno punteggio.
- Tutti i giocatori devono avere lo stesso numero di carte. Quindi nel caso in cui i giocatori siano 3 o 6, le 4 carte in eccedenza andranno coperte a far parte del monte
  - Nel mediatore ai 4 giocatori vengono distribuite 9 carte anziché 10 e le ultime 4 carte vanno a formare coperte il monte.
- bisogna rispondere sempre al seme (palo), cioè avendo una carta dello stesso seme della prima carta giocata si ha l'obbligo di giocarla, come nel gioco del tressette.
- Ad ogni smazzata dopo la dichiarazione si formeranno due squadre. La prima costituita dal chiamante/chiamato o, se formata solo da se stesso, dal solista e la seconda comprendente tutti gli avversari, cioè gli altri 2, 3, 4 o 5 giocatori.
- Alla squadra che effettua l'ultima presa (in alcune regioni chiamata dietra) viene accreditato un punto per la smazzata e cattura l'eventuale monte.
- La posta in palio, in punti partita, per ogni smazzata è pari al numero degli avversari del solista o della coppia chiamante/chiamato. Quindi il solista vince o perde tanti punti partita quanto il numero dei suoi avversari. Invece il chiamante rischia 2,5 punti partita nel sestiglio, 2 nel quintiglio e 1 nel quartiglio, infine il chiamato rischia 1,5 punti partita nel sestiglio e 1 in tutti gli altri casi, come uno qualsiasi degli avversari.
- La posta in palio, viene raddoppiata in caso di una giocata da solo, triplicata in una da solissimo, quadruplicata in una da arcisolo, quintuplicata in una da arcisolo e dividete o sestuplicata in una da arcisolo e scegliete
- I punti partita vengono sommati algebricamente in più in caso di vittoria, in meno in caso di sconfitta, ne deriva che la somma dei punti dei giocatori deve essere sempre 0 (quadrare).
- Se una delle due squadre si aggiudica tutte le prese della smazzata, fa cappotto (o ccappotto come in alcune zone d'Italia viene nominato) e raddoppia i punti partita in gioco.
- Se una delle due squadre si aggiudica la maggior parte delle prese, ma non tutte, mentre gli avversari con le prese conquistate non raggiungono un punto, fa uno stramazzo e questo triplica i punti partita in gioco (NB. in questo caso non si conteggia il punto dell'ultima presa, dietra. L'eventuale monte spetta sempre a chi se la è aggiudicata).

| Dichiarazione formale | Ruolo del Giocatore | Terziglio | Quartiglio | Mediatore | Quintiglio | Sestiglio | Avversari |
| --------------------- | ------------------- | --------- | ---------- | --------- | ---------- | --------- | --------- |
| Chiamo                | Chiamante           |           | 1          | 1         | 2          | 2,5       | 1         |
| Chiamo                | Chiamato            |           | 1          | 1         | 1          | 1,5       | 1         |
| Chiedo                | Solista             | 2         | 3          | 3         | 4          | 5         | 1         |
| Solo                  | Solista             | 4         | 6          | 6         | 8          | 10        | 2         |
| Solissimo             | Solista             | 6         |            | 9         |            | 15        | 3         |
| Arcisolo              | Solista             | 8         |            | 12        |            | 20        | 4         |
| Arcisolo - Dividete   | Solista             | 10        |            |           |            |           | 5         |
| Arcisolo - Scegliete  | Solista             | 12        |            |           |            |           | 6         |
|                       |                     |           |            |           |            |           |           |
| Cappotto              |                     | x 2       | x 2        | x 2       | x 2        | x 2       | x 2       |
| Stramazzo             |                     | x 3       | x 3        | x 3       | x 3        | x 3       | x 3       |
|                       |                     |           |            |           |            |           |           |
| Monte                 |                     | Sì        | No         | Sì        | No         | Sì        |           |
| Totale Giocatori      |                     | 3         | 4          | 4         | 5          | 6         |           |

- Ad inizio gioco viene fissato un limite di smazzate o di tempo o di punteggio, in quest'ultimo caso solitamente il primo giocatore che arriva a 21 punti partita si aggiudica il gioco.

Lo scopo del gioco è di aggiudicarsi da solo o insieme alla propria squadra la smazzata, meglio se con uno stramazzo o un cappotto, totalizzando almeno 6 punti degli 11 a disposizione nella smazzata.

## Distribuzione
Il mazziere (a rotazione ciascuno dei giocatori, partendo solitamente da colui che in un preventivo sorteggio ha preso la carta più alta), dopo aver mescolato le carte e fatto tagliare il mazzo dal giocatore di sinistra, le distribuisce una alla volta, partendo dal giocatore alla propria destra.
Tutti i movimenti della calabresella si svolgono quindi in senso antiorario e cioè da destra a sinistra.
Ogni giocatore riceve, in questo modo, un numero uguale di carte che sistemerà in mano.
Nel caso si giochi in 3 o 6 o al mediatore le ultime 4 carte vengono riposte coperte e vanno a formate il monte.

## Dichiarazione
La "dichiarazione" o "licitazione" ha lo scopo di determinare la formazione delle squadre, se 1 contro tutti oppure una coppia contro i restanti. Inizia dopo che il mazziere ha finito di distribuire le carte.
Durante la dichiarazione i giocatori parlano a turno. Il primo a parlare è il giocatore di mano vale a dire quello a destra del mazziere, quindi si procede in senso antiorario, l'ultimo è il mazziere.
Ogni giocatore, al proprio turno, valutando le proprie carte, deve dichiarare se aprire il gioco, rilanciare una dichiarazione di apertura o lasciare l'onere/onore agli avversari.
Le dichiarazioni di attesa sono passo se nessun giocatore ha fatto una dichiarazione di apertura ovvero sta bene se questa è già avvenuta.
Mentre le dichiarazioni di apertura sono in ordine gerarchico chiamo, chiedo, solo, solissimo, arcisolo che non sono niente altro che le abbreviazioni di chiamo il compagno che possiede la carta che dirò, chiedo la carta per giocare da solo, gioco solo, solissimo o arcisolo ed indicano:
- chiamo, il chiamante giocherà in coppia con il possessore della carta chiamata successivamente (chiamato);
- chiedo, il solista giocherà scambiando una carta propria con una dell'avversario chiamata successivamente e prende l'eventuale monte senza farlo vedere;
- solo, il solista giocherà senza cambiare carte e prendendo l'eventuale monte senza farlo vedere;
- solissimo, il solista giocherà senza cambiare carte e vedendo solamente l'eventuale monte;
- arcisolo, il solista giocherà senza cambiare carte e senza vedere il monte;

In base al numero dei giocatori ed alla presenza del monte non tutte la dichiarazione possono essere utilizzate ovvero, se convenuto all'inizio, possono avere una valenza diversa lasciando però invariata la gerarchia.
Ad esempio è comune nel terziglio identificare con chiamo una dichiarazione di chiedo, così come nel quintiglio è comune identificare con solissimo una dichiarazione di solo e con solo una dichiarazione di chiedo.
| Dichiarazione formale | Terziglio | Quartiglio | Mediatore | Quintiglio | Sestiglio |
| --------------------- | --------- | ---------- | --------- | ---------- | --------- |
| Chiamo                |           | Chiamo     | Chiamo    | Chiamo     | Chiamo    |
| Chiedo                | Chiamo    | Solo       | Mediatore | Solo       | Chiedo    |
| Solo                  | Solo      | Solissimo  | Solo      | Solissimo  | Solo      |
| Solissimo             | Solissimo |            | Solissimo |            | Solissimo |
| Arcisolo              | Arcisolo  |            | Arcisolo  |            | Arcisolo  |
|                       | Dividete  |            |           |            |           |
|                       | Scegliete |            |           |            |           |

Ogni controdichiarazione deve essere di grado superiore alla precedente.
Se tutti i giocatori dicono "passo", la smazzata si ripete.

È uso comune, per velocizzare la licitazione e non far scoprire la dislocazione delle carte, che il giocatore di mano chieda se qualcuno voglia giocare come solista con la frase "si può?". Nel caso in cui nessuno si faccia avanti il giocatore inizierà la licita. Questa verrà completata alla prima chiamata. Tutto questo è possibile in quanto è estremamente improbabile che in una smazzata più di un giocatore abbia carte forti per poter giocare da solista.
In caso di solissima non si tiene conto del turno di gioco ma di chi dichiara di fare la solissima.

## Accomodo (scambio della carta chiamata e/o presa del monte)
Il giocatore che si è aggiudicato la dichiarazione (formale) avrà diritto di agire secondo essa:
- con un chiamo dovrà dichiarare la carta il cui possessore sarà suo compagno, senza che nessuno veda l'eventuale monte. N.B. se la carta chiamata si trova nel monte, il chiamante si trova a giocare come solista e si aggiudicherà punti come arcisolo in caso di vincita, mentre, viceversa, perderà punti come se avesse dichiarato di giocare solo.
- con un chiedo porrà sul tavolo una carta coperta a lui non gradita, dichiarando con quale carta la vuole scambiare. A questo punto aggiungerà alle proprie carte l'eventuale monte. Il giocatore che possiede la carta chiamata è obbligato a scambiarla con quella scartata dal chiedente. In seguito il chiedente che ha acquisito il monte scarterà le 3 (se il monte conteneva la carta chiamata) o 4 carte meno congeniali al proprio gioco, in modo da ripristinare il numero di carte iniziali.
- con un solo aggiungerà alle proprie carte l'eventuale monte e scarterà le 4 carte meno congeniali al proprio gioco, in modo da ripristinare il numero di carte iniziali.
- con un solissimo potrà solo visionare il monte.
- con un arcisolo nessuno potrà visionare il monte.
- con un arcisolo - dividete le prime due carte del monte verranno catturate dal primo avversario e le seconde al secondo. In seguito gli avversari che hanno acquisito il monte scarteranno le 2 carte meno congeniali al loro gioco, in modo da ripristinare il numero di carte iniziali.
- con un arcisolo - scegliete il monte verrà catturato dal primo avversario che scarterà le 4 carte meno congeniali al gioco contro il solista, in modo da ripristinare sia il numero di carte iniziali nella propria mano che il monte, in modo che il secondo avversario possa eseguire la stessa operazione.

Se nelle operazioni di cambio carta e/o presa del monte un giocatore sbaglia (es. inizia il gioco della carta prima di scartare, prende una carta che non gli spetta, lascia la carta in tavola mentre il gioco ha inizio ecc.) gli avversari possono chiedere la partita vinta (1 punto per ognuno che pagherà chi ha sbagliato) e si riparte dalla distribuzione.

## Gioco della carta
il giocatore alla destra del mazziere è il primo di mano, cioè inizia la prima mano.
Durante la mano, ogni giocatore a turno gioca una carta alla volta e la presa si completa quando tutti i giocatori hanno fornito la propria.
Regola fondamentale del gioco è che si debba rispondere nel seme di uscita del primo giocatore. Esempio: se il primo giocatore gioca denari, tutti devono giocare una carta di denari. Nel caso che un giocatore non sia in grado di rispondere nel seme, può scartare qualsiasi carta che sicuramente verrà scelta per avvantaggiare la propria squadra.
Si aggiudica la mano il giocatore che ha fornito la carta gerarchicamente più alta nel seme di uscita.
Esaurita la presa, uscirà per la mano successiva il giocatore che ha catturato la presa precedente.
Terminate le carte si procede al conteggio finale, si verifica se si è raggiunto il termine del gioco e quindi si procede con una nuova smazzata ripartendo dalla distribuzione.